# Henge de Roda
Le Henge de Roda (également appelé a Roda de Barreiros, la Roue de Barreiros en français) est un henge, ou enceinte préhistorique, situé près du village de Roda de la paroisse de San Pedro de Benquerencia, dans la commune de Barreiros, dans la province de Lugo, en Galice, en Espagne. Il s'agit de la première structure de type henge découverte dans la péninsule Ibérique.

## Découverte
Le site a été découvert en 2006 lors de la construction de l'autoroute A-8, qui a dû modifier son tracé pour le sauvegarder.
Bien que l'existence d'un site archéologique à Roda fût déjà connue, on pensait qu'il s'agissait d'un castro de l'Âge du fer. Les archéologues en mission préventive ont toutefois découvert que les céramiques étaient antérieures à la culture des castros et que la structure était trop petite pour être un castro.

## Description

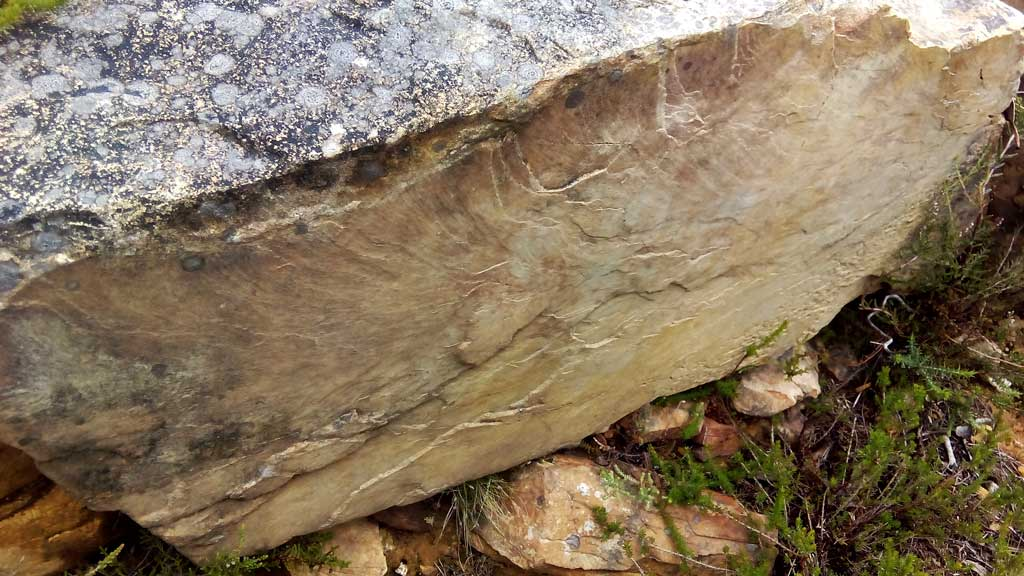
Une des pierres du mur extérieur

Les vestiges du henge sont situés sur le versant d'une colline, un site qui contrôle visuellement la zone. La structure mesure environ 50 m de diamètre. Elle consiste en un fossé extérieur de trois à quatre mètres de large et d'un mètre de profondeur, qui entoure une enceinte formée de deux murs de pierre, entre lesquels la terre du fossé a été versée, formant ainsi un rempart. Celui-ci mesurait probablement 3 m à son point le plus haut. L'entrée, large d'un mètre et demi à deux mètres, orientée nord-ouest, est conservée. À côté de l'entrée se trouve une pierre qui pourrait être l'un des menhirs qui marquaient l'accès.
Le mur extérieur est constitué de pierres de moins d'un mètre de long dont l'une des faces est plate. Le mur intérieur est constitué de pierres brutes. À l'intérieur de l'enceinte, il y a plusieurs pierres d'un peu plus d'un mètre de long qui auraient pu former un autre cercle.
L'édifice a été daté de 1700 av. J.-C. par datation au carbone 14.